# Shamima Sultana
Shamima Sultana (bengalisch শামীমা সুলতানা; * 9. März 1988 in Gumugura, Bangladesch) ist eine bangladeschische Cricketspielerin, die seit 2014 für die bangladeschische Nationalmannschaft spielt.

## Aktive Karriere
Shamima gab ihr Debüt in der Nationalmannschaft bei der Tour gegen Pakistan im März 2014, woibei sie ihr erstes WODI und WTwenty20 absolvierte. In der Folge absolvierte sie zunächst nur vereinzelte Spiele für das Team, war unter anderem Teil der Mannschaft für den ICC Women’s World Twenty20 2014. Dies änderte sich 2018, als sie bei der Tour in Südafrika sowohl im WODI (53 Runs), als auch im WTwenty20 (50 Runs) jeweils ein Half-Century erzielte. Von da an war sie fester Bestandteil des WTwenty20 Teams und konnte im Juni 2018 in Irland ein Half-Century im zweiten WTwenty20 erzielen. Unter anderem nahm sie dann am ICC Women’s World Twenty20 2018 und ICC Women’s T20 World Cup 2020 für Bangladesch teil. Auch wurde sie für den Women’s Cricket World Cup 2022 nominiert, bei dem sie fünf Spiele bestritt. Nachdem ihr beim Women’s Twenty20 Asia Cup 2022 49 Runs gegen Thailand gelangen, war ihre beste Leistung beim ICC Women’s T20 World Cup 2023 20 Runs gegen Sri Lanka.